# Buko pie
La buko pie è una torta filippina preparata usando del cocco poco maturo e del latte condensato zuccherato, che contribuisce ad addensare l'alimento. Il latte condensato usato per preparare la torta può essere rimpiazzato da quello evaporato. La buko pie può inoltre contenere altri ingredienti a piacere come pandano, vaniglia o mandorle.

## Storia
Il dolce risulta ideato dalle sorelle Pahud a Los Baños, nelle Filippine, durante la seconda metà del Novecento. Dopo aver lavorato come domestica negli USA, Soledad Pahud decise di aprire una panetteria ove avrebbe venduto la torta di mele, che aveva precedentemente imparato a fare durante il suo soggiorno oltreoceano. Non potendo però preparare quel dolce dal momento che le mele non sono originarie delle Filippine, Pahud utilizzò, su consiglio della sorella Apolonia, del cocco poco maturo (buko in lingua tagalog) al posto di tali frutti. La panetteria delle sorelle Pahud, l'Orient Buko Pie Bakeshop di Los Baños, è specializzata nella vendita di torte al cocco e di varianti della buko pie con mele, ananas e frutti tropicali. Sebbene fosse un tempo possibile preparare il dessert nelle sole Filippine, le tecnologie di congelamento rapido l'hanno reso un alimento che si può esportare all'estero. Oltre a essere considerata una specialità di Los Baños, la buko pie è un prodotto di pasticceria noto in tutte le Filippine ed è spesso acquistata dai turisti.

## Alimenti simili e varianti

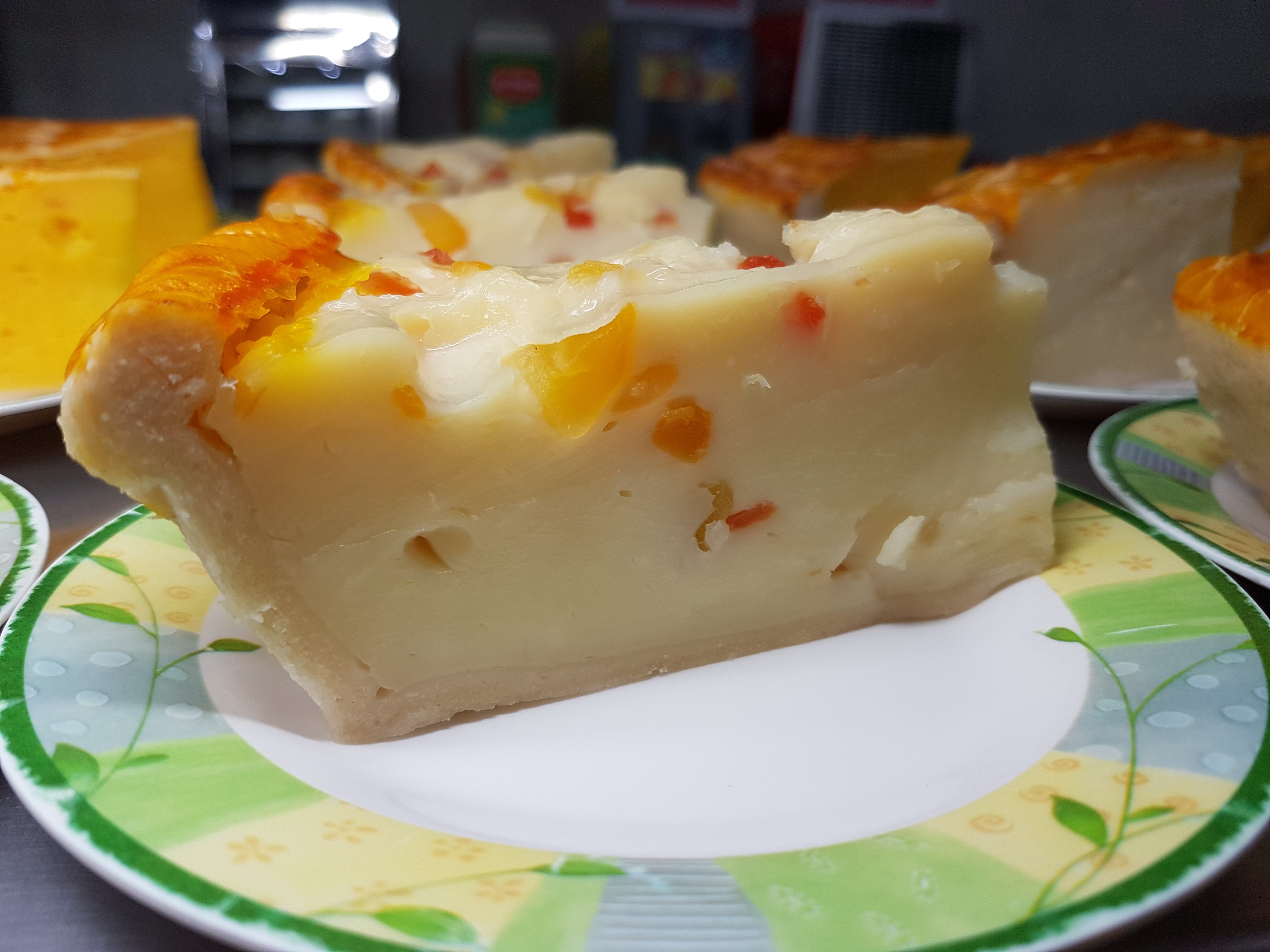
Buko pie addensata con gulaman, una gelatina tipica delle Filippine

Se la buko pie viene preparata usando il macapuno (una cultivar di cocco con una quantità anomala di endosperma) il dolce risulterà più denso e appiccicoso e prenderà il nome di macapuno pie. La buko pie è simile alla klappertaart, una specialità di origine olandese anche diffusa in Indonesia e nel Sudafrica. A differenza del prodotto filippino, la klappertaart è un dolce a base di crema pasticcera al cocco con uvetta, noci confettura di albicocche e cannella.

## Valori nutrizionali
La buko pie è ricca di grassi, zucchero, calorie, carboidrati, proteine, calcio, ferro, magnesio, niacina, folati e una media quantità di sodio. La sua percentuale di carboidrati semplici è superiore a quella di carboidrati complessi.